# Rondeletia parviflora
Rondeletia parviflora är en måreväxtart som beskrevs av Jean Louis Marie Poiret. Rondeletia parviflora ingår i släktet Rondeletia och familjen måreväxter. Inga underarter finns listade i Catalogue of Life.